# Karta z Kurukan Fuga
Karta z Kurukan Fuga, także Karta Mande (fr.: Charte du Manden) – edykt Sundiaty Keïty z 1236 roku, po założeniu imperium Mali, w którym skodyfikowano organizację władzy, ograniczenia i obowiązki, obronę praw człowieka i swobód obywatelskich, ochronę działalności zawodowej oraz ochronę osób i ich mienia. Uważany za jedną z pierwszych deklaracji praw człowieka i jedną z najstarszych konstytucji świata, przekazywaną drogą ustną.

## Historia
W 1236 roku w Kangabie, po wygranej bitwie pod Kiriną nad królem ludu Sosso, Sumanguru Kante, Sundiata Keïta zwołał walne zgromadzenie przywódców ludu Mande i ich sojuszników, na którym przedstawił nową wersję karty praw ludu Mande. Karta została uroczyście proklamowana w Kurukan Fuga – terenie leżącym w górnym dorzeczy Nigru, pomiędzy obecną Gwineą a Mali. Karta obejmowała preambułę i siedem rozdziałów zawierających prawa rządzące życiem publicznym i rodzinnym.
Najważniejsze ustalenia Karty przyznawały prawo do życia i do nietykalności fizycznej, gwarantowały wolność wypowiedzi i handlu, wzywały do wzajemnego zrozumienia i pokoju społecznego pomiędzy różnymi grupami etnicznymi, gwarantowały integralność kraju, ochronę jego ludności oraz bezpieczeństwo wyżywienia, wzywały do poszanowania niewolników, wrogów i obcokrajowców. Karta dzieliła mieszkańców imperium Mali na klany, określając ich pozycję i rolę społeczną, w tym na klany odpowiedzialne za obronę kraju, za nauczanie oraz zajmujące się handlem i rzemiosłem. Karta uznawała prawo kobiet do uczestnictwa w życiu publicznym. 
Choć imperium Mali upadło na początku XVII w., to treść edyktu i związane z nim rytuały są nadal przekazywane drogą ustną z pokolenia na pokolenie. By zachować tradycję, co roku we wsi Kangaba organizowane są ceremonie upamiętniające edykt. 
W 2009 roku Karta została wpisana na listę niematerialnego dziedzictwa UNESCO.